# 賀茂弟岑
賀茂 弟岑（かも の おとみね）は、平安時代初期の貴族。出羽介・賀茂江人の子。官位は従五位下・備後守。

## 経歴
少内記を経て、承和9年（842年）少外記、承和11年（844年）大外記と、仁明朝において文書作成を掌る官職を歴任する。仁明朝末の嘉祥2年（849年）従五位下・越後介に叙任されると、嘉祥3年（850年）豊後守、天安2年（858年）出雲守次いで備後守と、文徳朝以降は一転して地方官を務めた。

## 官歴
注記のないものは『六国史』による。
- 時期不詳：少内記[1]
- 承和9年（842年） 2月10日：少外記[1]
- 承和11年（844年） 正月11日：大外記[1]
- 時期不詳：正六位上
- 嘉祥2年（849年） 正月7日：従五位下。正月13日：越後介
- 嘉祥3年（850年） 正月15日：豊後守
- 天安2年（858年） 正月16日：出雲守。9月25日：備後守

## 系譜
- 父：賀茂江人[2]
- 母：不詳
- 生母不明の子女
  - 男子：賀茂直岑[2]
  - 男子：賀茂祐継[2]
  - 女子：賀茂貞子[2] - 清和天皇宮人
  - 女子：賀茂弟子[2]